# Victoria (Gattung)
Victoria ist eine Pflanzengattung innerhalb der Familie der Seerosengewächse (Nymphaeaceae). Benannt wurde sie zu Ehren der britischen Königin Victoria. Sie wird aufgrund ihrer enormen Blattgröße im Deutschen Sprachraum auch Riesenseerosen genannt. Die drei Arten sind in Südamerika verbreitet.

## Beschreibung

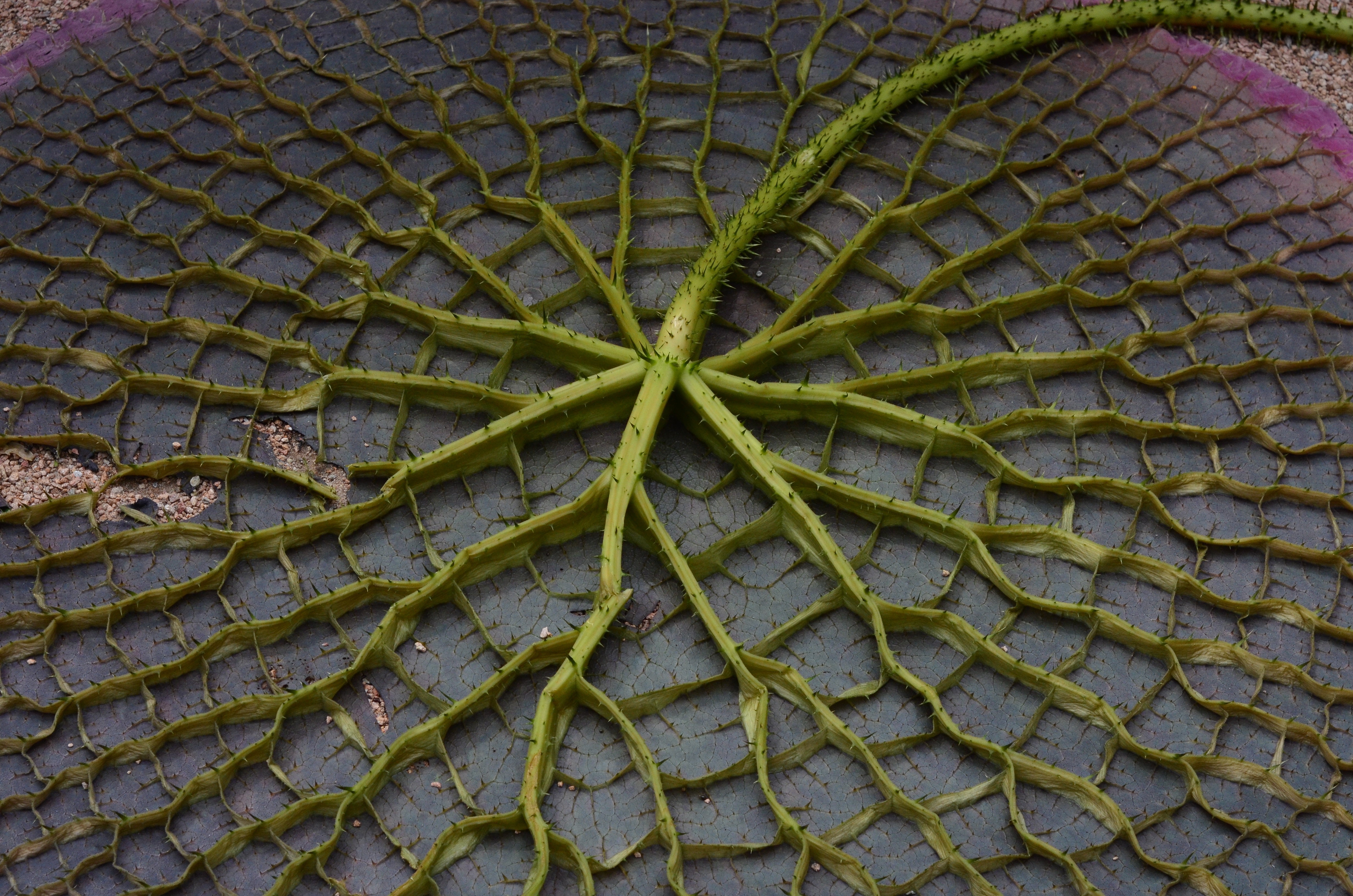
Blattunterseite mit Stützrippen von Victoria cruziana

### Vegetative Merkmale
Victoria-Arten sind ausdauernde krautige Pflanzen.
Die kreisrunden Blattspreiten schwimmen auf dem Wasser. Sie besitzen nadelstichfeine Poren (Stomatoden) und je zwei, einander gegenüber liegende Einkerbungen im hochgewölbten Rand, so dass Regenwasser rasch ablaufen kann. Stabilität und Schwimmfähigkeit verdanken sie einem leistenförmigen Stützgewebe auf der Blattunterseite, das dem Adernetz folgt. Die Stützleisten enthalten große, lufterfüllte Interzellularen und sind mit Stacheln besetzt. Größere Stacheln können ebenfalls luftgefüllte Hohlräume besitzen, kleinere sind dagegen massiv. Alle unter Wasser liegenden Pflanzenteile (Unterseite der Blattspreiten, Blütenstiel und die äußeren Blütenhüllblätter) sind mit harten, spitzen Stacheln besetzt, die vermutlich vor Pflanzenfressern schützen sollen.

### Generative Merkmale
Es ist ein langer Blütenstiel vorhanden. Die Blüten sind radiärsymmetrisch. Die Blütenhüllblätter sind in Form und Größe unterschiedlich. Es sind Staminodien und fertile Staubblätter vorhanden. Die radiärsymmetrisch strahlig angeordneten 25 bis 40 Fruchtblätter sind zu einem unterständigen Fruchtknoten verwachsen.

## Ökologie und Phänologie
In ihrem natürlichen Verbreitungsgebiet erstreckt sich die Blütezeit über das ganze Jahr. Alle Arten der Gattung blühen ausschließlich in der Nacht und sind zur Thermogenese befähigt. Die Anthese dauert nur etwa zwei Tage. Die Bestäubung erfolgt durch Käfer, die in der ersten Nacht in die offenen Blüten krabbeln, am darauffolgenden Tag in der geschlossenen Blüte gefangen bleiben und erst in der zweiten Nacht wieder freigelassen werden. Während die Blüten tagsüber geschlossen sind, wechseln sie durch die Bildung von Anthocyanen ihre Farbe von weiß in der ersten Nacht zu einem dunklen purpur-rot in der zweiten Nacht.

## Systematik
Die Gattung Victoria gehört zur Unterfamilie Nymphaeoideae innerhalb der Familie der Nymphaeaceae, früher Euryalaceae.
Die drei Arten der Gattung Victoria Lindl. sind:
- Amazonas-Riesenseerose[3] (Victoria amazonica (Poepp.) J.C.Sowerby, Syn.: Euryale amazonica Poepp., Nymphaea victoria R.H.Schomb. ex Lindl. nom. inval., Victoria amazonica Planch. ex Casp., Victoria regia Lindl., Victoria regia var. randii hort. ex Conard nom. inval., Victoria regina R.H.Schomb.): Die Heimat ist das Einzugsgebiet des Amazonas in Südamerika. Es gibt Fundorte in Guyana, in den brasilianischen Bundesstaaten Acre, Amazonas, südlichen Mato Grosso, westlichen Mato Grosso do Sul, Para sowie Rondonia und in Bolivien (Beni, Pando, Santa Cruz).[1]
- Santa-Cruz-Riesenseerose[3] (Victoria cruziana A.D.Orb., Syn.: Victoria argentina Burmeist. nom. nud., Victoria cruziana var. malmei F.Henkel et al., Victoria cruziana var. trickeri F.Henkel et al., Victoria regia var. cruziana (A.D.Orb.) C.Lawson, Victoria trickeri (F.Henkel ex Malme) hort. ex Mutzek): Die Heimat liegt im Flusssystem des Rio Paraná. Fundorte gibt es in Argentinien (Chaco, Corrientes, Entre Rios, Formosa, Santa Fe) und Paraguay[1].
- Victoria boliviana Magdalena & L.T.Sm.: Sie wurde Mitte 2022 erstbeschrieben und wurde bisher im bolivianischen Amazonasgebiet nur in der Schwemmebene Llanos de Moxos im Mamoré Wassereinzugsgebiet gefunden.[2]

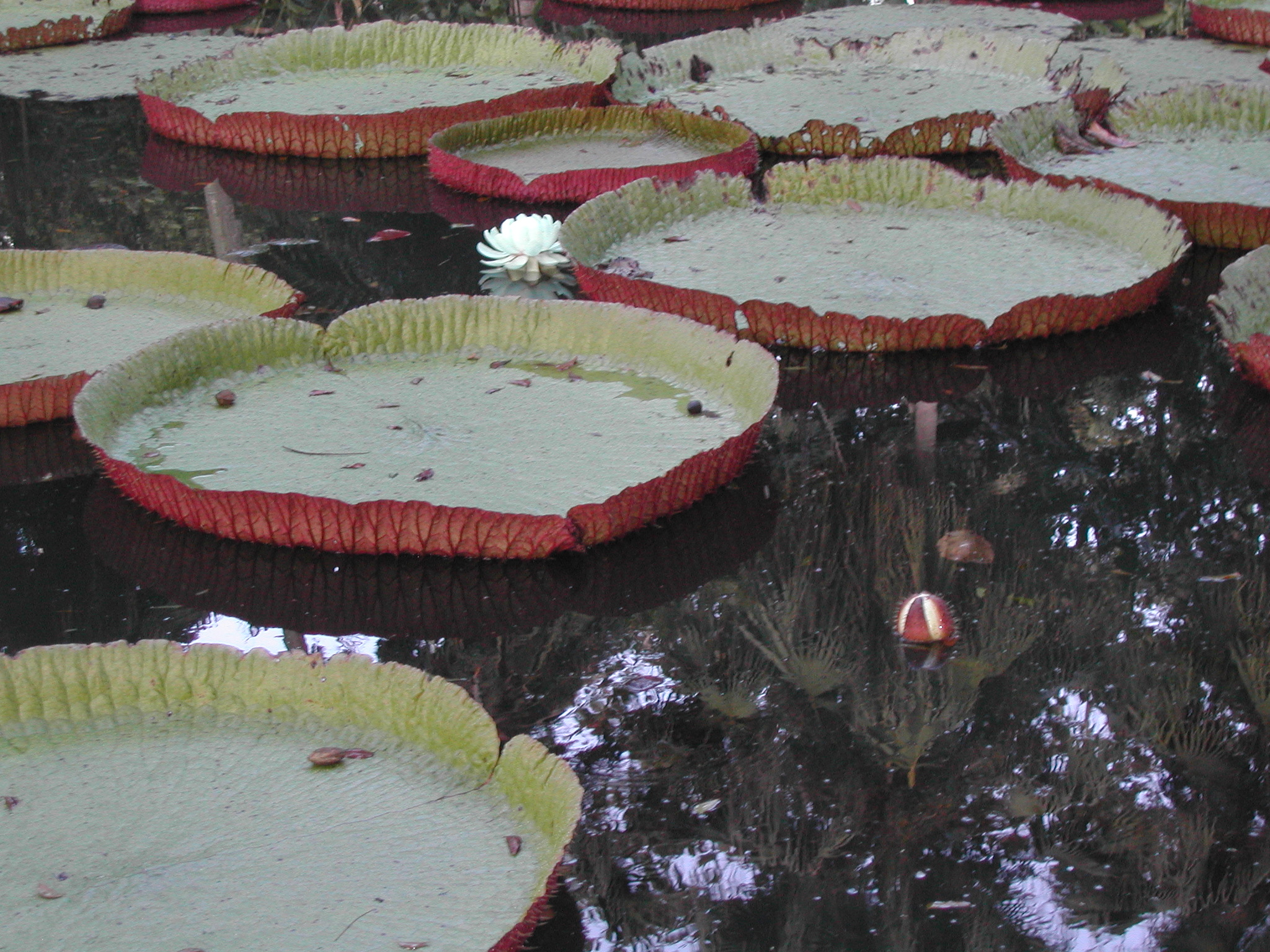
Eine Hybride Victoria amazonica × Victoria cruziana

Die Arten lassen sich miteinander kreuzen, was in botanischen Gärten stattfindet.
Folgendes Kladogramm spiegelt die Verwandtschaftsverhältnisse innerhalb der Gattung Victoria wider:
|  | Victoria amazonica                                                       |
|  |                                                                          |
|  | \| \| Victoria cruziana \| \| \| \| \| \| Victoria boliviana \| \| \| \| |
|  |                                                                          |
|  | Victoria cruziana                                                        |
|  |                                                                          |
|  | Victoria boliviana                                                       |
|  |                                                                          |

|  | Victoria cruziana  |
|  |                    |
|  | Victoria boliviana |
|  |                    |

## Botanische Geschichte
Entdeckt wurde das erste Victoria-Exemplar vor 1816 von Thaddäus Haenke, dann 1832 von Eduard Friedrich Poeppig, einem in Plauen im Vogtland geborenen Botaniker. Ihren Namen erhielt sie erst fünf Jahre später, als Sir Robert Schomburgk im Auftrag der Königlich Geographischen Gesellschaft von London in Guayana diese „Seerose“ ein weiteres Mal entdeckte und sie – zu Ehren der britischen Königin Victoria (1819–1901) – Nymphaea victoria nannte. John Lindley beschrieb sie dann gültig als Victoria regia.
Die Blätter tragen ein Gewicht von bis zu 60 Kilogramm.